# 1330년대
1330년대는 1330년부터 1339년까지를 가리킨다.